# Lilangeni
Lilangeni – jednostka monetarna Eswatini. 1 lilangeni = 100 centów.
W obiegu znajdują się:
- monety o nominałach: 1, 2, 5, 10, 20, 50 centów 1, 2, 5 emalangeni.
- banknoty o nominałach: 10, 20, 50, 100, 200 emalangeni

Lilangeni jest połączone sztywnym kursem z randem, dolarem namibijskim i loti w relacji 1:1.